# Antoine Blanc (homme politique, 1858-1931)
Pour les articles homonymes, voir Antoine Blanc.
Antoine Blanc, né le 12 mai 1858 à Groslée, dans l'Ain, et mort le 19 janvier 1931 dans la même commune, est un homme politique français.

## Biographie
Fils de Canut, il suit à Lyon les classes de l'école élémentaire, dont il reçoit en juillet 1870 la médaille d'or de l'instruction primaire. 
Apprenti, puis ouvrier, il devient contremaître dans l'industrie lyonnaise avant de fonder à Lyon, en 1881, un atelier d'apprêt et de moirage de tissus en tous genres. 
Cet atelier se transforme en une importante entreprise sous le nom de Grands établissements lyonnais de teintures, impressions et apprêts des tissus en pièces.

## Carrière politique

### Locale
Élu conseiller municipal de sa cité natale Groslée en 1896, adjoint au maire en 1904, maire en 1910. Il le restera jusqu’à sa mort en 1931. 
Parallèlement, il est élu conseiller général du Canton de Lhuis en 1901, et le restera aussi jusqu'en 1931.
Président de la section de l'Ain du Comité républicain du commerce, de l'industrie et de l'agriculture depuis 1909. Il souhaite répandre l'électricité dans les campagnes par l'organisation de syndicats ruraux d'électrification.

### Nationale

#### 1919
Il se présente aux élections législatives du 16 novembre 1919, dans l'Ain, sur la liste d'Union républicaine démocratique et radicale, en tant que radical indépendant. 
Il obtient 18 980 voix sur 67 438, soit 28,14%.
Il fut le seul élu de la liste, où pourtant son nom voisinait avec trois députés sortants radicaux-socialistes, Eugène Chanal, Ernest Crépel et Adolphe Messimy. 
Il s'inscrit au groupe de l'Action républicaine et sociale  et fait partie des Commissions du travail et de l'administration générale, départementale et communale. Mais il se rapproche des radicaux-socialsites au cours de la mandature.

#### 1924
Aux élections générales du 11 mai 1924, il prend la tête de la liste du Cartel des gauches, regroupant 3 Radicaux-Socialistes et 2 SFIO, dont la profession de foi est un manifeste contre le Bloc national, « caricature de la nation », de même que le « nationalisme » est une « caricature du patriotisme ». 
Avec une moyenne de 37 865 voix (47,95%), cette liste enlève quatre sièges, laissant le cinquième à Pierre de Monicault.
À la Chambre, Antoine Blanc appartient au groupe radical et radical-socialiste et siège aux Commissions de l'administration générale, du travail, de l'Alsace-Lorraine, des comptes définitifs et des économies. 
En 1927, il dépose une proposition de loi tendant à rattacher l'arrondissement de Belley non plus à la section du tribunal de l'Ain qui siège à Nantua, mais à la section qui siège à Bourg.
Il ne se représente pas aux élections de 1928, mais conservera ses mandats de maire et de conseiller général jusqu'à son décès le 19 janvier 1931.
Il était officier de la Légion d'honneur et officier de l'Instruction publique.